# Ain't No Other Man
Ain't No Other Man er titlen på den amerikanske sangerinde, Christina Aguileras første single fra hendes femte studiealbum, Back to Basics fra 2006.
| Musik | Spire Denne musikartikel er en spire som bør udbygges. Du er velkommen til at hjælpe Wikipedia ved at udvide den. |